# لاس بيرلاناس
بلدية لاس بيرلاناس (بالإسبانية: Las Berlanas) هي بلدية تقع في مقاطعة آبلة التابعة لمنطقة قشتالة وليون وسط إسبانيا.

## الديموغرافيا
بلغ عدد سكان بلدية لاس بيرلاناس 369 نسمة عام 2011 (وفقاً للمعهد الوطني للإحصاء الإسباني).
| 369 | 341 | 352 | 344 | 327 | 356 | 369 |